# 地雷禁止国際キャンペーン

2006年1月時点のオタワ条約批准国

地雷禁止国際キャンペーン（じらいきんしこくさいキャンペーン、英: International Campaign to Ban Landmines、略称：ICBL）は、対人地雷の製造と使用の廃止を目指して結成されたNGO（非政府組織）の連合体である。
1992年に以下のこの分野に関係ある6つの団体が地雷の廃止のために協力する目的で合意し結成された。
- ヒューマン・ライツ・ウォッチ
- メディコ・インターナショナル　(Medico International)
- ハンディキャップ・インターナショナル（Handicap International）
- 人権のための医師団 （Physicians for Human Rights）
- アメリカベトナム戦争従軍者会財団（Vietnam Veterans of America Foundation）
- 地雷の専門家で構成される、地雷顧問団（Mines Adivisory Group）

2003年時点までに1100を超える団体がさらに加盟している。 
この活動は世界的に広がった。ダイアナ皇太子妃は有名な支持者だった。 
この運動の最大の成果は、1999年に対人地雷の製造と使用を禁止する対人地雷の使用、貯蔵、生産及び移譲の禁止並びに廃棄に関する条約（オタワ条約）が発効したことである。この条約は日本も批准した。しかしアメリカ合衆国、ロシア連邦、中華人民共和国は今のところ批准を拒否している。
地雷禁止国際キャンペーンとその報道官ジョディ・ウィリアムズはこの活動が評価され、1997年ノーベル平和賞を受賞した。
2011年にはクラスター爆弾に反対する国際団体クラスター爆弾連合と合併し、ICBL-CMCとなった。